# Endrosa sagittata
Endrosa sagittata är en fjärilsart som beskrevs av Frey 1882. Endrosa sagittata ingår i släktet Endrosa och familjen björnspinnare. Inga underarter finns listade i Catalogue of Life.